# Heterosféra
Heterosféra je část atmosféry Země, v níž s výškou ubývá zastoupení dusíku a kyslíku a narůstá podíl vodíku a helia. Heterosféra začíná ve výšce zhruba 100 km a zasahuje až do výšky 500–700 km.
Pod heterosférou se nalézá homosféra.